# روبرت فون غريم
المشير روبرت ريتر فون جريم،مايو 1945 22 يونيو 1892. طيار وضابط بارز في الجيش الألماني ، قائد جناح (القوات الجوية الألمانية) خلال الحرب العالمية الثانية.
ولد غريم في بايرويت، وهو ابن قائد الشرطة البافارية، وكان طالبا الجيش قبل الحرب العالمية الأولى، وعمل في البداية في المدفعية قبل أن ينتقل إلى القوات الجوية الألمانية في عام 1915.

## بين الحربين
بعد الحرب، كان روبرت قد فشل في العثور على مكان له في الرايخستاغ، في جيش قوامه 100،000 رجل فقط بسبب معاهدة فرساي التي ضيقت على ألمانيا. ونتيجة لذلك ركز في مجال القانون، ونجح في اجتياز الامتحانات. طلبت منه حكومة شيانج كاي شيك للذهاب إلى كانتون والصين للمساعدة في بناء القوة الجوية الصينية. ذهب ريتر فون مع عائلته إلى الصين حيث أسس مدرسة طيران لللتدريب التي أنشأت لتطوير القوة الجوية. وكان رأي ريتر في تلاميذه الصينيين ليس جيدا، ربما بسبب الاعتقاد والفرق الشاسع بين الأوروبيين بأن الآسيويين كانوا غير قادرين على تشغيل الآلات المعقدة. وقال في رسالة أن «الصين لن تنتج طيارين أكفاء لأن ليس لديهم تحكم مع العصا». أدرك فون غريم حتى قبل ان يستلم النازيون السلطة، أن الصين ليست له ولكن في ألمانيا، وعاد إلى وطنه الأم. بعد سقوط ألمانيا النازية قبض عليه من قبل القوات الأمريكية وقد اختير ليكون تحت امرة اسرى الحرب من قبل قوات الاتحاد السوفييتي في عملية تبادل الاسرى ولكنه خشي ان يعذب ثم يعدم. اختار الانتحار بواسطة جرعة من سم السيانيد.

## روابط خارجية
- روبرت فون غريم على موقع مونزينجر (الألمانية)